# 1993 à Terre-Neuve-et-Labrador
Chronologie de Terre-Neuve-et-Labrador
- 1989
- 1990
- 1991
- 1992
- 1993
- 1994
- 1995
- 1996
- 1997

Cette page concerne des événements d'actualité qui se sont produits durant l'année 1993 dans la province canadienne de Terre-Neuve-et-Labrador.

## Politique
- Premier ministre : Clyde Wells
- Chef de l'Opposition :
- Lieutenant-gouverneur :
- Législature :

## Événements
- 3 mai : élection générale à Terre-Neuve — le Parti libéral conserve sa majorité à la Chambre d'assemblée ; le Parti progressiste-conservateur forme l'opposition officielle.